# Crudosilis xanthoderus
Crudosilis xanthoderus là một loài bọ cánh cứng trong họ Cantharidae. Loài này được Solsky miêu tả khoa học năm 1882.